# Thank You: Livin' Live (Birmingham, UK October 30, 2014)
Thank You: Livin' Live (Birmingham, UK October 30, 2014) è il primo album video del gruppo southern rock statunitense Black Stone Cherry, pubblicato il 30 ottobre 2015 dalla Eagle Rock Entertainment.

## Tracce
1. Rain Wizard – 3:54
2. Blind Man – 4:05
3. Me and Mary Jane – 4:13
4. In My Blood – 4:48
5. Holding On...To Letting Go – 3:53
6. Maybe Someday – 5:26
7. Such a Shame – 4:04
8. Things My Father Said – 4:57
9. Fiesta del Fuego – 4:52
10. Bad Luck and Hard Love – 4:14
11. Soul Creek – 5:29
12. White Trash Millionaire – 3:12
13. Blame It On the Boom Boom – 7:59
14. Peace Is Free – 4:46
15. Lonely Train (Can't Judge a Book) – 5:27

## Formazione
- Chris Robertson – voce, chitarra
- Ben Wells – chitarra
- Jon Lawhon – basso
- John Fred Young – batteria

## Classifiche
| Classifica (2015) | Posizione massima |
| ----------------- | ----------------- |
| Regno Unito       | 1                 |